# أصغر فرهادي
أصغر فرهادي (بالفارسية: اصغر فرهادی) (مواليد 7 مايو 1972) مخرج أفلام وكاتب سيناريو إيراني، هو واحد من أهم رموز السينما المستقلة في إيران.

## مسيرته
ولد أصغر في أصفهان إحدى مدن إيران، أبدى اهتمامه بالسينما في سنوات مراهقته. حصل البكالوريوس في الفنون الجميلة من جامعة طهران ثم الماجستير في نفس التخصص من جامعة تربية مدرس.

## بداية العمل السينمائي
بدأ ممارسة العمل السينمائي سنة 1986 بجمعية الشباب السينمائية في اصفهان، ومن 1986 حتى 2002 قام بعمل ست أفلام قصيرة ومسلسلان للتلفيزيون الوطني الإيرانى. عمله لم يقتصر فقط على الإخراج وإنما تعمق على مستوى التأليف فأغلب أعماله التي توالت بعد ذلك كانت من تأليفه.
أما عام 2002 فيعد أول بروز سينمائي له من خلال كتابة سيناريو فيلم «ارتفاع البريد» (بالفارسية: ارتفاع بست) من إخراج إبراهيم حاتمي - والذي يعد أحد قامات السينما الإيرانية في تسعينيات القرن الماضي- يتناول الفيلم فكرة تباعيات اضطهاد العرب بعد حادثة 11/9 التي شهدها العالم أجمع.
توالت أعماله بعد ذلك، ففى عام 2003 أخرج أول فيلم روائي طويل له وهو الرقص مع الغبار والذي يتناول به شخصية نزار الذي يتعرض للعديد من الضغوط الاجتماعية والأخلاقية التي تجبره على تطليق زوجته لأن أمها لا تسلك السلوك القويم، ليهرب للصحراء لمعاونه رجل كهل في صيد الثعابين للتكسب منها وتسدد ما عليه من ديون.شارك هذا الفيلم في مهرجان الفجر وكذلك مهرجان موسكو لنفس العام.
أما في عام 2004 فصدر له عمل يحمل اسم المدينة الجميلة ويتحدث عن شاب يصدر ضده حكم بالإعدام وهو لايزال في السادسة عشر من عمره. حصل الفيلم على العديد من الجوائز سواء من مهرجان الفجر السينمائي أو من مهرجان وارسو السينمائي الدولي.
أما عن فيلمه الثالث الذي ظهر للنور عام 2006 وهو الإربعاء الأخير والذي يسرد فترة من حياة سيدة سترسل من قبل شركة تنظيف لأحد المنازل وتفاجئ بالزوجة التي تشك في أخلاص زوجها لهذا تلصق لها مهمة تتبع العشيقة. هذا الفيلم حصل على جائزة هوجو الذهبية لمهرجان شيكاجو السينمائي الدولي.
عام 2009 صدر له فيلم بعنوان عن إيلى والذي قال عنه الناقد السينمائي «ديفيد بوردويل» أنه تحفة فنية. حصل الفيلم على العديد من الجوائز منها جائزة الدب الفضى لأحسن مخرج في مهرجان برلين الدولي في دورته 59، كذلك كاحسن فيلم في مهرجان تريبيكا السينمائي، إيضا مثل الفيلم السينما الإيرانية في الأوسكار داخل فئة الأفلام غير الناطقة بالأنجليزية لكنه كان مجرد ترشيح.
حصد فيلم «انفصال نادر وسيمين» 30 جائزة من مهرجانات متعددة منها جائزة الأوسكار لأفضل فيلم بلغة أجنبية لعام 2012، بجانب جائزة الدب الذهبي لأحسن فيلم في مهرجان برلين السينمائي الدولي، ويعد أول فيلم إيرانى يحصل على الجائزتين. بالإضافة إلى جوائز الأداء التمثيلى ففي مهرجان برلين ذاته، فكان من نصيب كل من البطل والبطلة جائزة الدب الفضى. ولا يغافلنا جوائزه على صعيد المونتاج والتصوير وكذلك التأليف.
في فبراير 2017 فاز بثاني جائزة أوسكار لأفضل فيلم أجنبي عن فيلم “البائع”، وتغيب أصغر فرهادي عن الحفل احتجاجا على قرار دونالد ترامب بشأن الهجرة.

## مسيرته المهنية

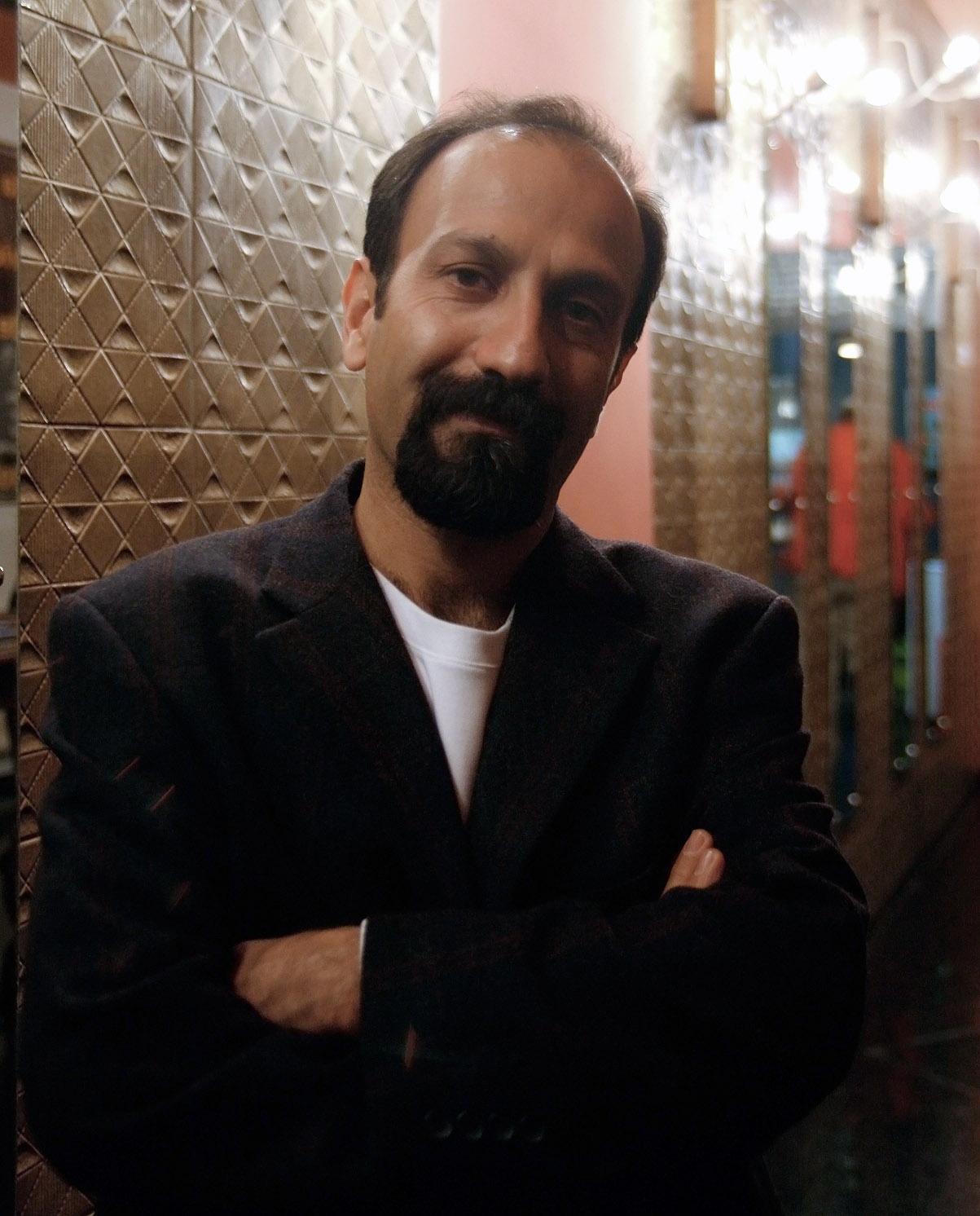
أصغر فرهادي في عرض فيلمه "عن إيلي" خلال مهرجان فيينا الدولي للسينما عام 2009.

استعمل فرهادي في بداية مسيرته المهنية العديد من أفلام 8 مم و16 مم القصيرة في فرع أصفهان لجمعية السينما الشبابية الإيرانية، قبل الانتقال إلى كتابة المسرحيات والسيناريوهات لصالح إذاعة جمهورية إيران الإسلامية. أخرج أيضًا سلسلة من المسلسلات التلفزيونية مثل إي تيل أوف إي سيتي وشارك في كتابة سيناريو فيلم إبراهيم حاتمي كيا لو هايتس. كان فيلم دانس إن ذا دست الصادر في عام 2003 أول فيلم روائي طويل له، وتبعه فيلم ذا بيوتيفول سيتي الصادر في عام 2004.
فاز فيلمه الثالث فايرووركس وينزداي (أربعاء سوري)، بجائزة هوغو الذهبية في مهرجان شيكاغو السينمائي الدولي لعام 2006. فاز فيلمه الرابع أباوت إيلي (بخصوص إيلي) بجائزة الدب الفضي لأفضل مخرج في مهرجان برلين السينمائي الدولي التاسع والخمسين، وحصل على جائزة أفضل فيلم في مهرجان تريبيكا السينمائي أيضًا. تدور أحداث الفيلم الأخير حول مجموعة من الإيرانيين الذين يذهبون في رحلة إلى شواطئ بحر قزوين الإيرانية التي تتحول لاحقًا إلى رحلة مأساوية. وقد وصف المنظر والناقد السينمائي ديفيد بوردويل فيلم أباوت إيلي بالتحفة.
عُرض فيلمه إي سيبيريشن (انفصال نادر وسمين) لأول مرة في 9 فبراير من عام 2011 في مهرجان الفجر السينمائي الدولي التاسع والعشرين في طهران، وحصل على إشادة من نقاد السينما الإيرانيين. حصل على أربعة جوائز من بينها أفضل مخرج (للمرة الثالثة بعد فايرووركس وينزداي وأباوت إيلي). عُرض الفيلم أيضًا في 15 فبراير من عام 2011 ضمن منافسة مهرجان برلين السينمائي الدولي الحادي والستين، إذ حصل على جائزة الدب الذهبي لأفضل فيلم، ليصبح أول فيلم إيراني يفوز بتلك الجائزة. فاز فيلم إي سيبيريشن في يونيو من عام 2011 بجائزة سيدني السينمائية خلال منافسته لفيلم ذا تري أوف لايف (شجرة الحياة) الحائز على جائزة مهرجان كان، من إخراج تيرينس ماليك. فاز أيضًا بجائزة أفضل فيلم ضمن جوائز شاشة آسيا والمحيط الهادئ لعام 2011.
أُعلن في 19 ديسمبر من عام 2011 عن انضمام فرهادي إلى أعضاء لجنة تحكيم مهرجان برلين السينمائي الدولي الثاني والستين، الذي أقيم في فبراير من عام 2012.
فاز فيلم إي سيبيريشن في 15 يناير من عام 2012 بجائزة غولدن غلوب لأفضل فيلم بلغة أجنبية. كان هذا الفيلم أيضًا العرض الإيراني الرسمي لأفضل فيلم بلغة أجنبية في حفل توزيع جوائز الأوسكار لعام 2012، إذ إنه بالإضافة إلى ترشيحه ضمن هذه الفئة (أفضل فيلم بلغة أجنبية)، فقد رُشح أيضًا ضمن فئة أفضل كتابة (سيناريو أصلي). في 26 فبراير من عام 2012، أصبح فيلم إي سيبيريشن أول فيلم إيراني يفوز بجائزة أوسكار لأفضل فيلم بلغة أجنبية في حفل توزيع جوائز الأوسكار الرابع والثمانين. يعَد فرهادي أول إيراني يفوز بجائزة الأوسكار في أي من الفئات التنافسية الخاصة بجوائز الأوسكار. دُعي فرهادي للانضمام إلى أكاديمية فنون وعلوم الصور المتحركة في يونيو من عام 2012 إلى جانب 175 عضوًا آخر. فاز فيلم إي سيبيريشن بجائزة سيزار لأفضل فيلم أجنبي، وجائزة الروح المستقلة لأفضل فيلم دولي في عام 2012.
تنافس فيلمه ذا باست (الماضي) الذي عُرض في عام 2013، من بطولة برنيس بيجو وطاهر رحيم، على جائزة السعفة الذهبية في مهرجان كان السينمائي لعام 2013. فازت بيجو بجائزة مهرجان كان السينمائي لأفضل ممثلة لأدائها في هذا الفيلم. نافس فيلمه ذا سيلسمان (البائع) لعام 2016 -الذي أدّى كل من شهاب حسيني وترانة عليدوستي دوري البطولة فيه- على جائزة السعفة الذهبية في مهرجان كان السينمائي لعام 2016. فاز فيلمه هذا بجائزتين: جائزة مهرجان كان لأفضل ممثل التي حصل عليها شهاب حسيني وجائزة مهرجان كان لأفضل سيناريو التي حصل عليها فرهادي.

## أعماله

### أفلام
| السنة | الفيلم              | شارك كـ | شارك كـ | شارك كـ | ملاحظة                                                                         |
| السنة | الفيلم              | إخراج   | إنتاج   | كتابة   | ملاحظة                                                                         |
| ----- | ------------------- | ------- | ------- | ------- | ------------------------------------------------------------------------------ |
| 2002  | Low Heights         | لا      | لا      | نعم     | كتبة بالتعاون مع إبراهيم حاتمي كيا                                             |
| 2003  | Dancing in the Dust | نعم     | لا      | نعم     | كتبة بالتعاون مع علي رضا بازرافشان ومحمد رضا فاضلي                             |
| 2004  | The Beautiful City  | نعم     | لا      | نعم     |                                                                                |
| 2006  | Fireworks Wednesday | نعم     | لا      | نعم     | كتبة بالتعاون مع ماني حقیقي                                                    |
| 2007  | Canaan              | لا      | لا      | نعم     | كتبة بالتعاون مع ماني حقیقي                                                    |
| 2008  | Dayere Zangi        | لا      | لا      | نعم     |                                                                                |
| 2009  | Trial on the Street | لا      | لا      | نعم     | كتبة بالتعاون مع مسعود كيميايي                                                 |
| 2009  | بخصوص إيلي          | نعم     | نعم     | نعم     |                                                                                |
| 2011  | انفصال نادر وسمين   | نعم     | نعم     | نعم     | فاز بجائزة الأوسكار لأفضل فيلم اجنبي، واصبح أول فيلم إيراني يفوز بهذه الجائزة. |
| 2013  | الماضي              | نعم     | لا      | نعم     |                                                                                |
| 2016  | البائع              | نعم     | نعم     | نعم     | فاز بجائزة الأوسكار لأفضل فيلم اجنبي                                           |
| 2018  | الجميع يعرف         | نعم     | نعم     | نعم     |                                                                                |

## جوائز
- جائزة هيئة التحكيم الخاصة عن فيلم «الرقص في الغبار» (رقص در غبار)، 2001.
- جائزة العنقاء في مهرجان فجر السينمائي الرابع والعشرين كأفضل إخراج عن فيلمه «الأربعاء الاخير» (جهار شنبه سوري)، 2004.
- جائزة العنقاء كأفضل إخراج عن فيلمه «عن إلي» (درباره الی) في مهرجان فجر السينمائي الدولي السابع والعشرين الذي أقيم في طهران، 2007.
- جائزة الطير الفضي في مهرجان كرالا الحادي عشر كأفضل مخرج عن فيلمه «الأربعاء الاخير»، 2006.
- جائزة الدب الفضي في مهرجان برلين عن فیلم “حول إلي” لأصغر فرهادي، أفضل إخراج، 2009.
- جائزة أفضل كاتب سينمائي عن فلمه «عن إلي» في المهرجان الثالث (باسيفيك) الذي أقيم في أستراليا. 2009
- فاز فيلم انفصال نادر عن سيمين بثلاث جوائز كبرى في مهرجان برلين، هي: الدب الذهبي باعتباره أفضل فیلم في المهرجان. 2011[17]
- جائزة مهرجان «المشمشة الذهبية» السينمائي في دورته العالمية الثامنة في أرمينيا، 2011.[18]
- جائزة أوسكار لأفضل فيلم بلغة أجنبية، 2012.[19][20]
- جائزة «ميديا» الأوروبية، 2012.[21]
- جائزة أوسكار لافضل فيلم بلغة أجنبية عن فيلم البائع لعام2017
- الجائزة الكبرى في في مهرجان كان السينمائي عام 2021.[22]

## وصلات خارجية
- أصغر فرهادي على موقع IMDb (الإنجليزية)
- أصغر فرهادي على موقع الموسوعة البريطانية (الإنجليزية)
- أصغر فرهادي على موقع مونزينجر (الألمانية)
- أصغر فرهادي على موقع قاعدة بيانات الأفلام العربية
- أصغر فرهادي على موقع ألو سيني (الفرنسية)
- أصغر فرهادي على موقع تيرنر كلاسيك موفيز (الإنجليزية)
- أصغر فرهادي على موقع أول موفي (الإنجليزية)
- أصغر فرهادي على موقع قاعدة بيانات الأفلام السويدية (السويدية)
- أصغر فرهادي على موقع إن إن دي بي (الإنجليزية)
- أصغر فرهادي على موقع قاعدة بيانات الفيلم (الإنجليزية)
- أصغر فرهادي في إنترنت موفي داتابيز
- أصغر فرهادي في موقع الفيلم
- الموقع الرسمي